# 金钱堡垒
《金钱堡垒》（英語：Money Bastion）是2024年在中国大陆上映的悬疑剧情片，改编自赖继的同名小说，讲述了黑心庄家操纵股票市场谋取暴利的故事，导演彭发，主演王千源、冯绍峰、张俪、邵兵。

## 演员
- 王千源 出演 郑义，刑警。
- 冯绍峰 出演 韩东川，财经博主，人称“韩博士”。
  - 郑立煊 出演 儿时韩东川
  - 张太文 出演 少年韩东川
- 王丽坤 出演 关洁，女刑警。
- 邵兵 出演 罗富，股市黑心庄家，最终因参加组织领导黑社会性质组织罪、操纵政权期货市场罪、故意杀人罪，被判处死刑。
- 张俪 出演 詹妮，罗富的女秘书，曾献身罗富，最后成为一名女企业家，
- 鞠婧祎 出演 韩小美
  - 刘未晞 出演 少年韩小美
- 陈国坤 出演 孔辉
  - 龙泰宇 出演 儿时孔辉
  - 周思瑜 出演 少年孔辉
- 梅尼耶 出演 冷凯
  - 赖奕涵 出演 儿时冷凯
  - 陈锐瀚 出演 少年冷凯
- 石兆琪 出演 严局长
- 李强 出演 丁副市长
- 孝敬阿特 出演 阿辰，警察。
- 方晓莉 出演 韩母
- 王飞 出演 阿昆，警察。
- 罗焜元 出演 炒股高手
- 伍昕宇 出演 女秘书
- 谢辰 出演 董浩
- 卢英亮 出演 王洋杰
- 宋华蓁 出演 王珍珍
- 徐晓亮 出演 徐文章
- 刘银 出演 廖恒明
- 杨鑫 出演 主持人
- 王延文 出演 职场男人
- 郝洪 出演 金融系老教授
- 窦鹏 出演 催债大哥
- 李心爱 出演 梁友谊
- 周根 出演 男孩
- 秦东升 出演 痞小孩
- 李鑫 出演 痞小孩父亲
- 田纯 出演 果果母亲
- 王栎涵 出演 果果妹妹
- 刘成涛 出演 大哥

## 制作
《金钱堡垒》在四川省成都市取景。

## 上映
2024年11月22日在中国大陆上映。